# .lc
.lc és el domini de primer nivell territorial (ccTLD) de Saint Lucia. Es promociona també per a societats limitades (LLC, en anglès) i societats anònimes (PLC, en anglès)